# ایلفلد (نیومکزیکو)
ایلفلد (به انگلیسی: Ilfeld) یک منطقهٔ مسکونی در ایالات متحده آمریکا است که در نیومکزیکو واقع شده‌است. ایلفلد ۱٬۹۹۰٫۹۸ متر بالاتر از سطح دریا قرار دارد.